# Drašnice
Drašnice (italsky Drasnizze) jsou vesnice a turisty často vyhledávaná lokalita v jižní Dalmácii (Chorvatsko) ve Splitsko-dalmatské župě. Je součástí Makarské riviéry, leží u silnice D8 mezi městy Makarska a Ploče. Administrativně spadá pod opčinu Podgora, od jejíhož stejnojmenného střediska je vzdálena asi 3 km. Dále je vzdálena asi 13 km jihovýchodně od Makarské, 28 km severozápadně od Gradace, 40 km severozápadně od Ploče a asi 73 km jihovýchodně od Splitu. Podle sčítání lidu v roce 2021 zde trvale žije 293 obyvatel, což je pokles oproti roku 2011, kdy zde žilo 339 obyvatel. Nejvíce obyvatel (753) zde žilo v roce 1910.
Sousedními letovisky jsou Podgora (konkrétně Čaklje) a Igrane. Z vesnice je pohled na ostrovy Brač, Hvar a horu Sveti Ilija na poloostrově Pelješac, na Brači jsou viditelné vesnice Sumartin, Selca a Novo Selo, na Hvaru mnoho malých osad kolem malých zátok, které náleží vnitrozemským vesnicím Gdinj, Bogomolje a Selca kod Bogomolja.

## Geografie

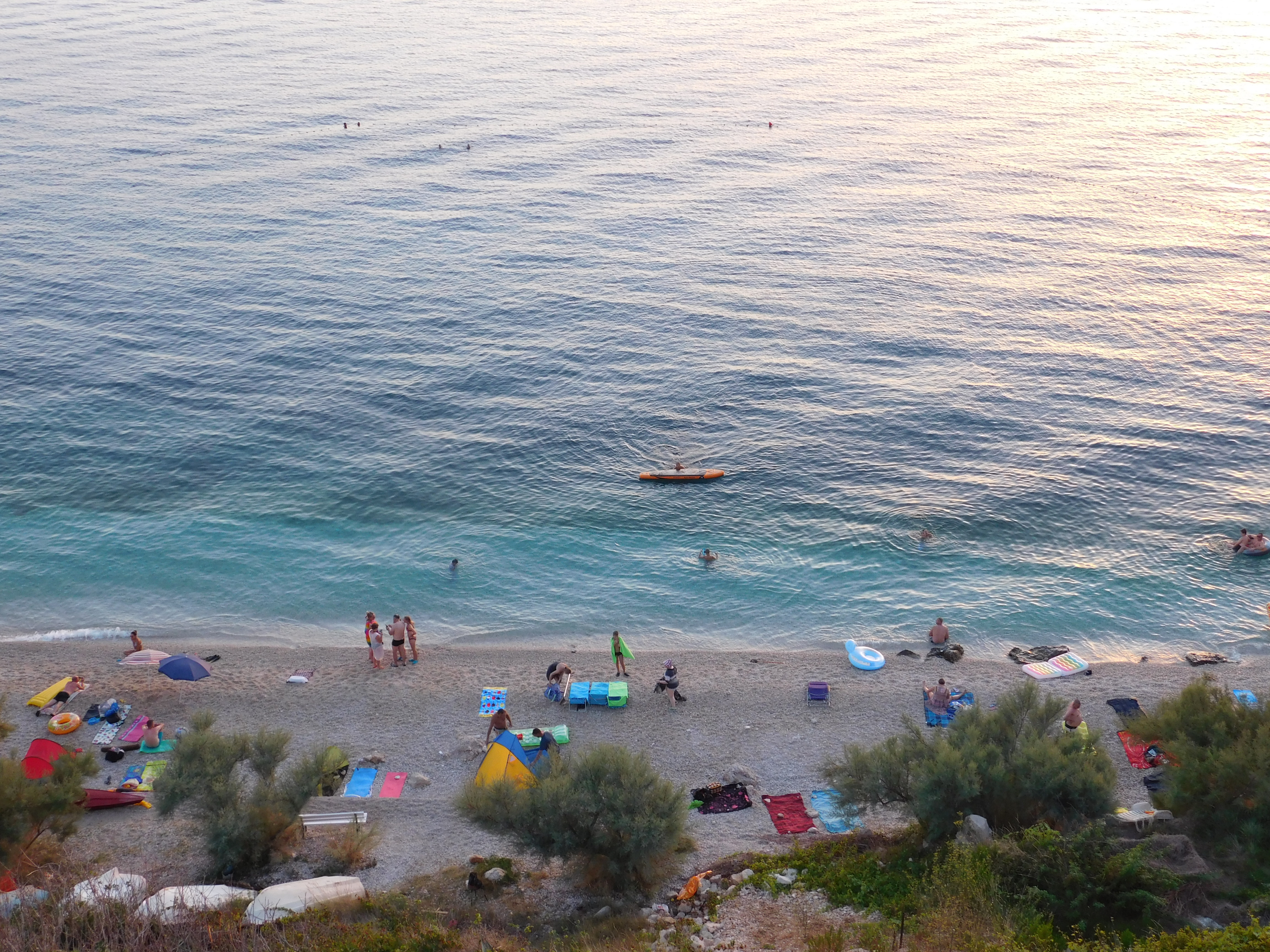
Pláž Vodice

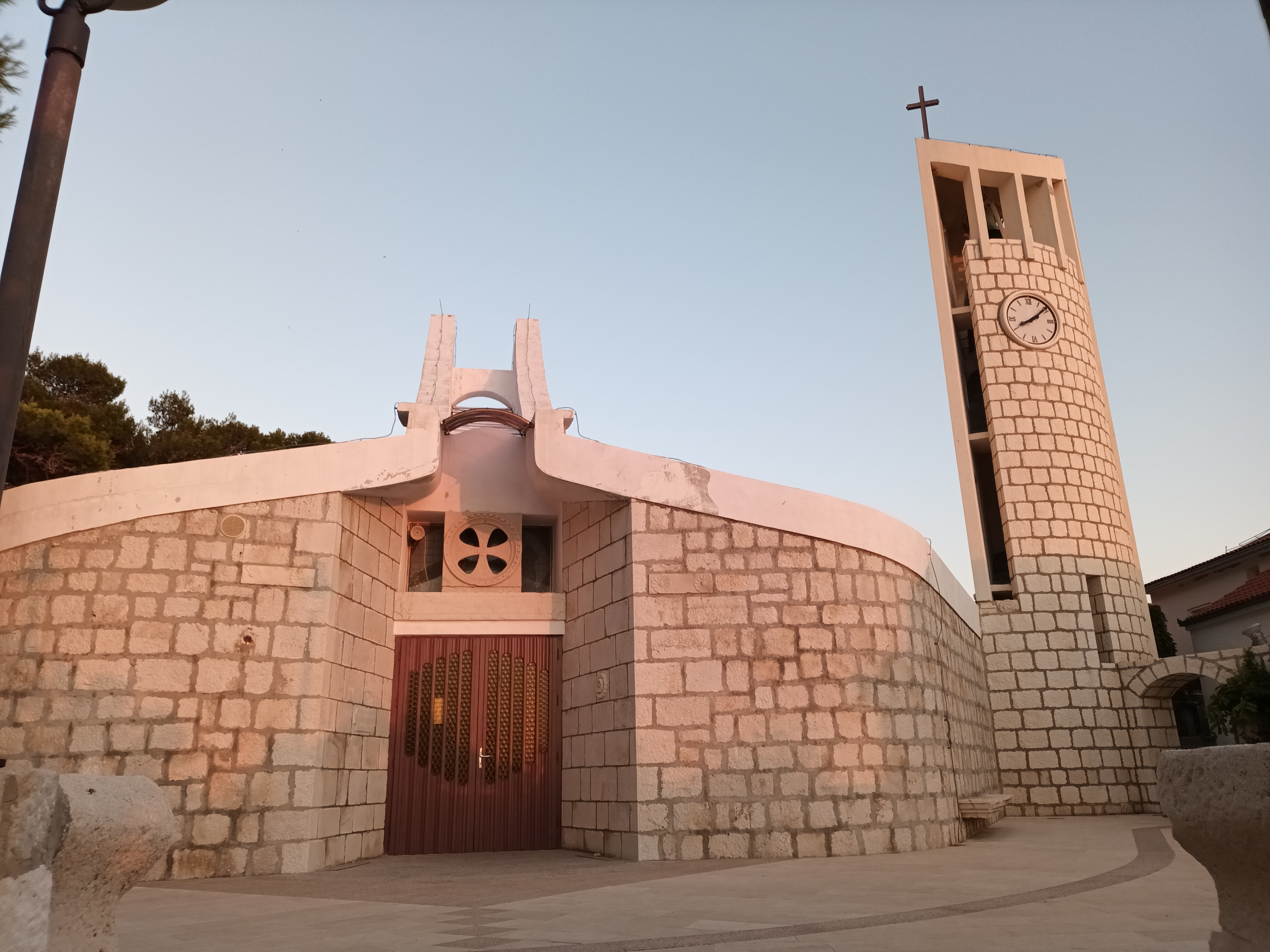
Starý kostel svatého Jiří v Drašnicích

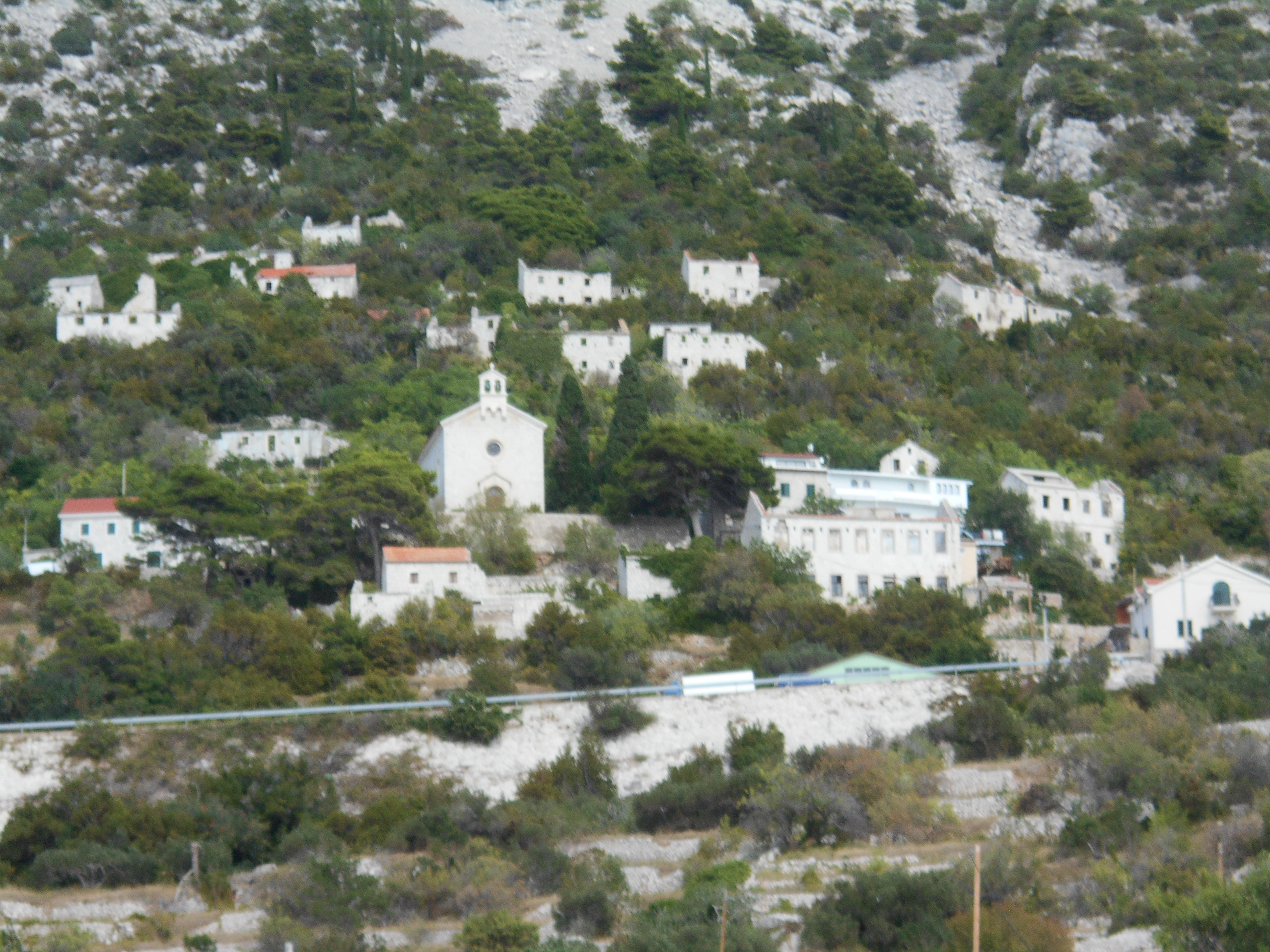
Pohled na Srida Sela (horní část Drašnic)

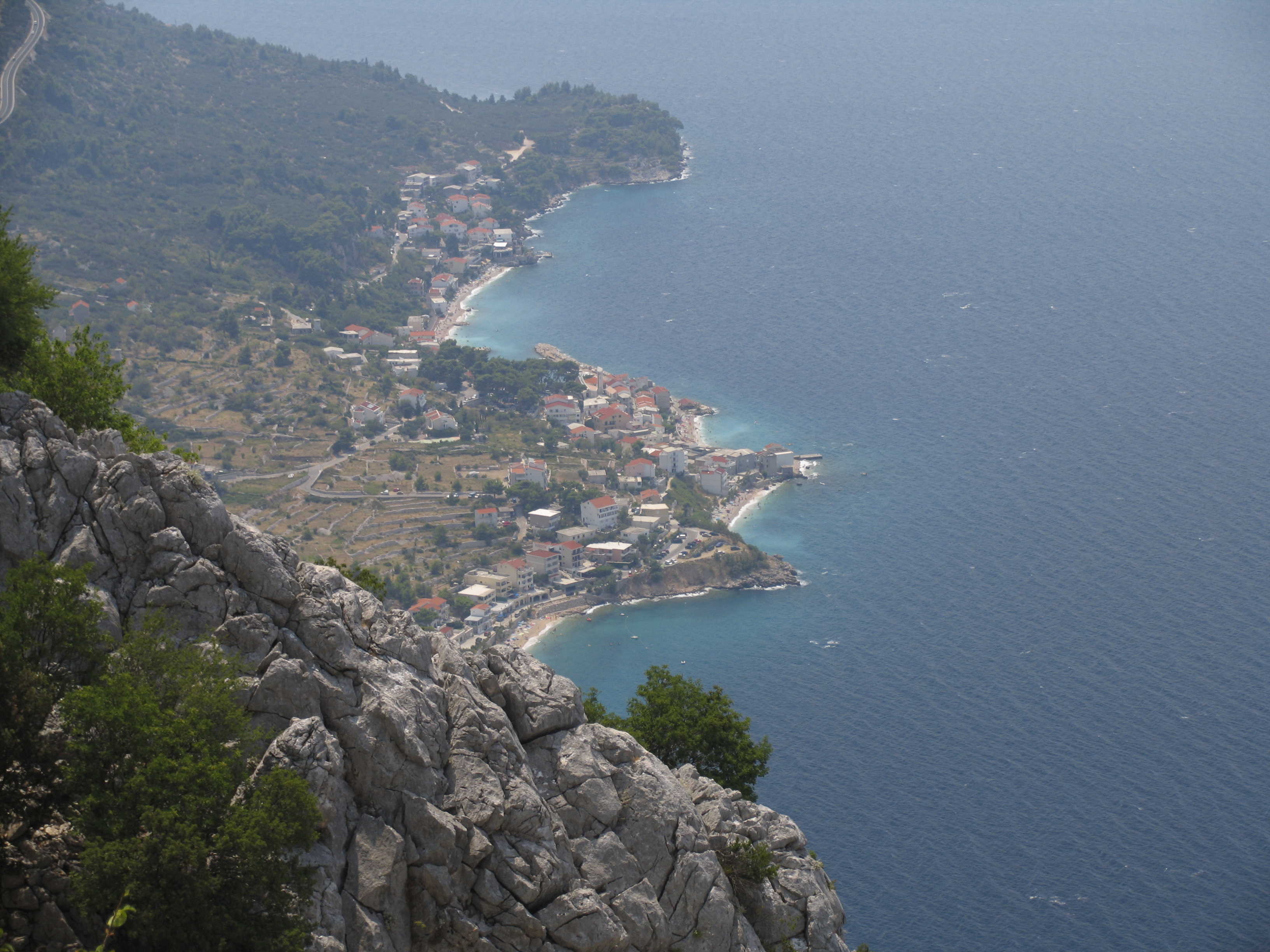
Pohled na Drašnice z pohoří Sutvid

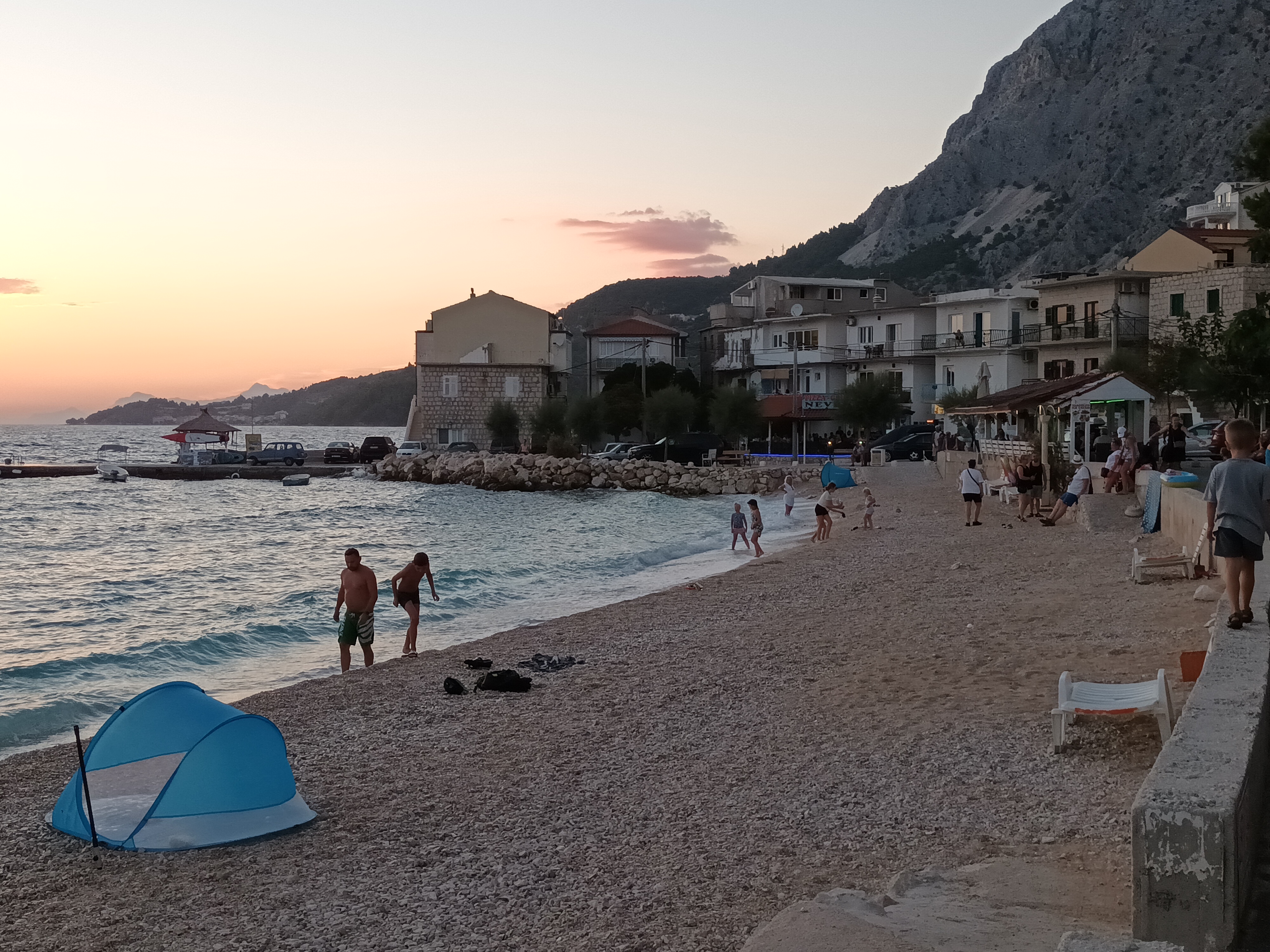
Pláž Soline

Vesnice se rozkládá podél moře u zátoky Sveti Križ, známé též jako Uvala Drašnice, pod horou Kljen (808 m) v pohoří Sutvid jižně od Biokova, mezi zátokou Klokun a mysem Komoljača. Drašnice se skládají z několika přímořských částí – Porat (centrální část Drašnic, v níž se nachází přístav), Rat (nejsevernější část), Vodice, Račine (část pod Jadranskou magistrálou neležící u moře), Soline a Tila Lučica (nejjižnější část). Z původního sídla zůstaly osady Alači, Cvitanovići, Hrstići, Pavišići, Šulente a Urlići, dohromady označovány jako Srida Sela, nacházející se východně od Drašnic. Jihovýchodně od Drašnic se též nachází malá osada Kolednik. Nacházejí se zde tři kostely, „starý“ kostel svatého Jiří v Drašnicích, „nový“ kostel svatého Jiří v Šulente a kostel svatého Štěpána v Koledniku. Všechny kostely spadají pod farnost Igrane. Taktéž se zde nachází několik převážně oblázkových, ale také částečně písečných pláží, jako jsou Izbitac, Rat, Soline, Tila Lučica a Vodice. Dále se zde nachází základní škola, dva obchody s potravinami, pošta, několik restaurací a velké množství apartmánů.

## Historie
První písemná zmínka o Drašnicích pochází z tureckého dokumentu z roku 1523, avšak podle zde nalezených stećaků a římských sarkofágů byla oblast obydlena již ve starověku. V roce 1962 byla vesnice, která tehdy neležela ještě u moře, výrazně poničena silným zemětřesením, což zapříčinilo přesun obyvatelstva a vytvoření nového přímořského sídla u zátoky Sveti Križ.

## Název
Název Drašnice (dříve též Dračnice) zřejmě pochází z chorvatského názvu zde běžné řešetlákovité rostliny trnovec – drača. Název Drašnice je v množném čísle; jednotné číslo by bylo Drašnica.

## Obyvatelstvo a turismus
Hlavním zdrojem příjmu je turismus, dále potom rybářství, drobné zemědělství a pěstování oliv.
Každým rokem zde v létě několikrát probíhá festival Ribarska noć (rybářská noc), kde vystupují hudebníci a tanečníci v typických chorvatských krojích a návštěvníkům jsou podávány pečené makrely.
V létě je v Drašnici provozováno velké množství apartmánů pro turisty, kterým zde jsou k dispozici zdejší oblázkové, písčité a skalnaté pláže, několik kaváren, restaurací a barů, dětské hřiště a atrakce. Často jsou pořádány lodní výlety na nedaleký ostrov Hvar a ostatních letovisek na Makarské riviéře. Rovněž je k dispozici velké množství pěších a horolezeckých stezek na pohoří Sutvid.
Původní obyvatelé Drašnic mají nejčastěji příjmení Alač, Glučina, Hrstić, Šulenta a Urlić.

## Pamětihodnosti a zajímavosti
- Starý kostel svatého Jiří v Drašnicích – moderní kostel vybudovaný mezi lety 1971 a 1976 na pozůstatcích původního kostela na návrh architekta Ante Rožiće
- Nový kostel svatého Jiří v osadě Srida Sela – byl vystavěn v roce 1891, po zemětřesení v roce 1962 byl silně poškozen, rekonstruován byl až v 21. století
- Kostel svatého Štěpána v osadě Kolednik – byl založen v roce 1466 hrabětem Stjepanem Vukče, který procházel kolem dnešních Drašnic na své cestě do Dubrovníku, v současnosti jde o zříceninu, z kostela zůstaly pouze zdi
- Žena Biokovka – mozaikový obraz zobrazující hrdou ženu stojící před čtyřmi italskými vojáky, kteří na ni míří puškami. Nachází se za místní školou společně s památníkem padlých během II. světové války v letech 1941-1945. Památník byl postaven v roce 1974.
- Socha Panny Marie před starým kostelem svatého Jiří v Drašnicích
- Rozsáhlá skaliska a několik malých jeskyní v blízkosti pláží Rat a Vodice, která se stávají domovem mnoha druhů skalních i mořských živočichů
- Velké množství kamenných zdí na srázech, dříve sloužících k pěstování vinné révy

## Počet obyvatel
V Drašnicích v roce 2021 žilo celkem 293 obyvatel. V roce 1991 tvořili 94,86 % obyvatelstva Chorvati. Dále zde žilo pět Srbů (1,51 %), tři Češi (0,9 %), tři Slovinci, dva Jugoslávci (0,6 %), dva Maďaři a jeden Albánec (0,3 %). Mezi lety 1910 a 1981 počet obyvatel výrazně klesal a Drašnice tak přišly o více než polovinu obyvatelstva, pak se ale počet obyvatel ustálil.

## Galerie

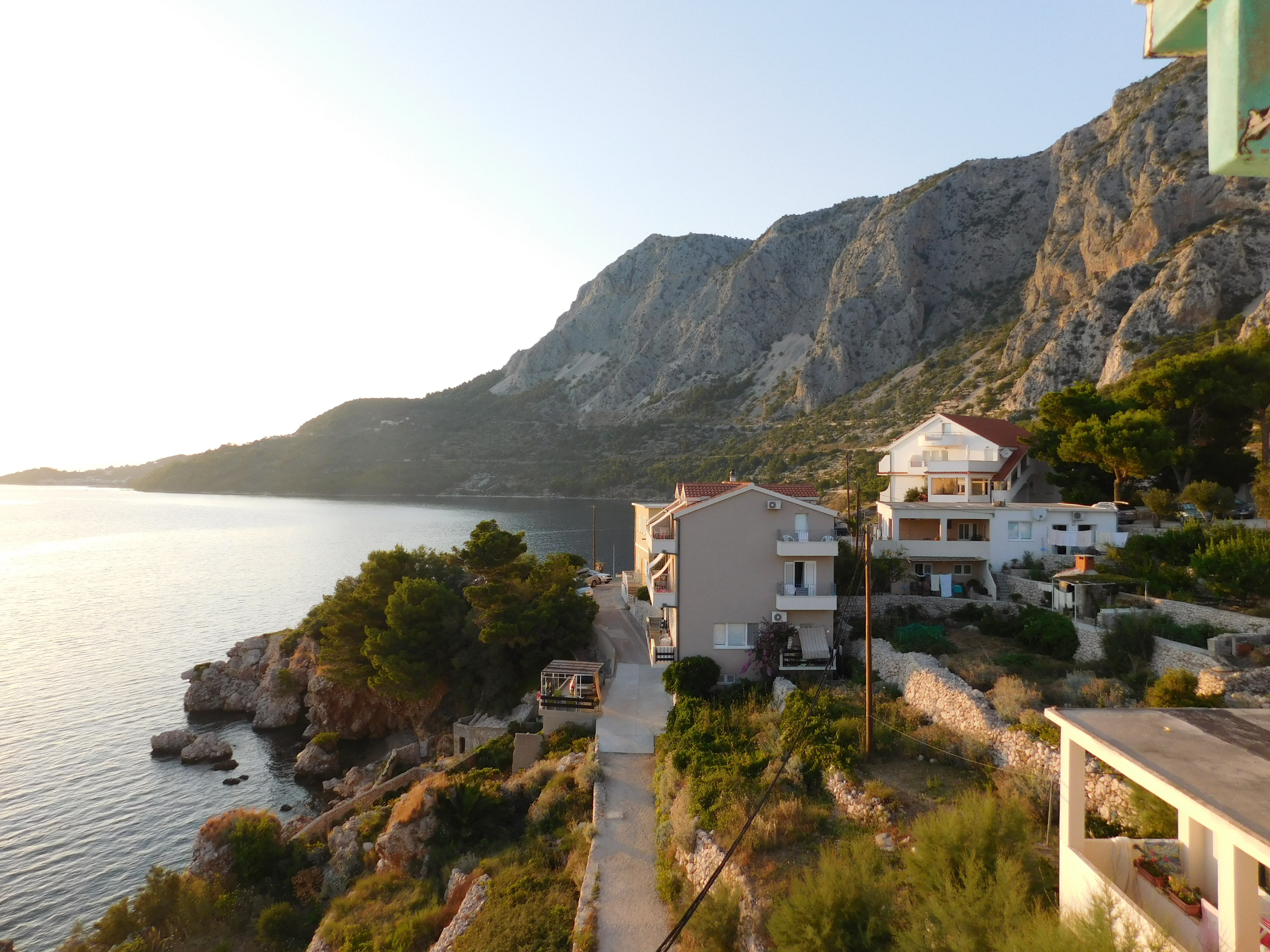
Severní část Drašnic
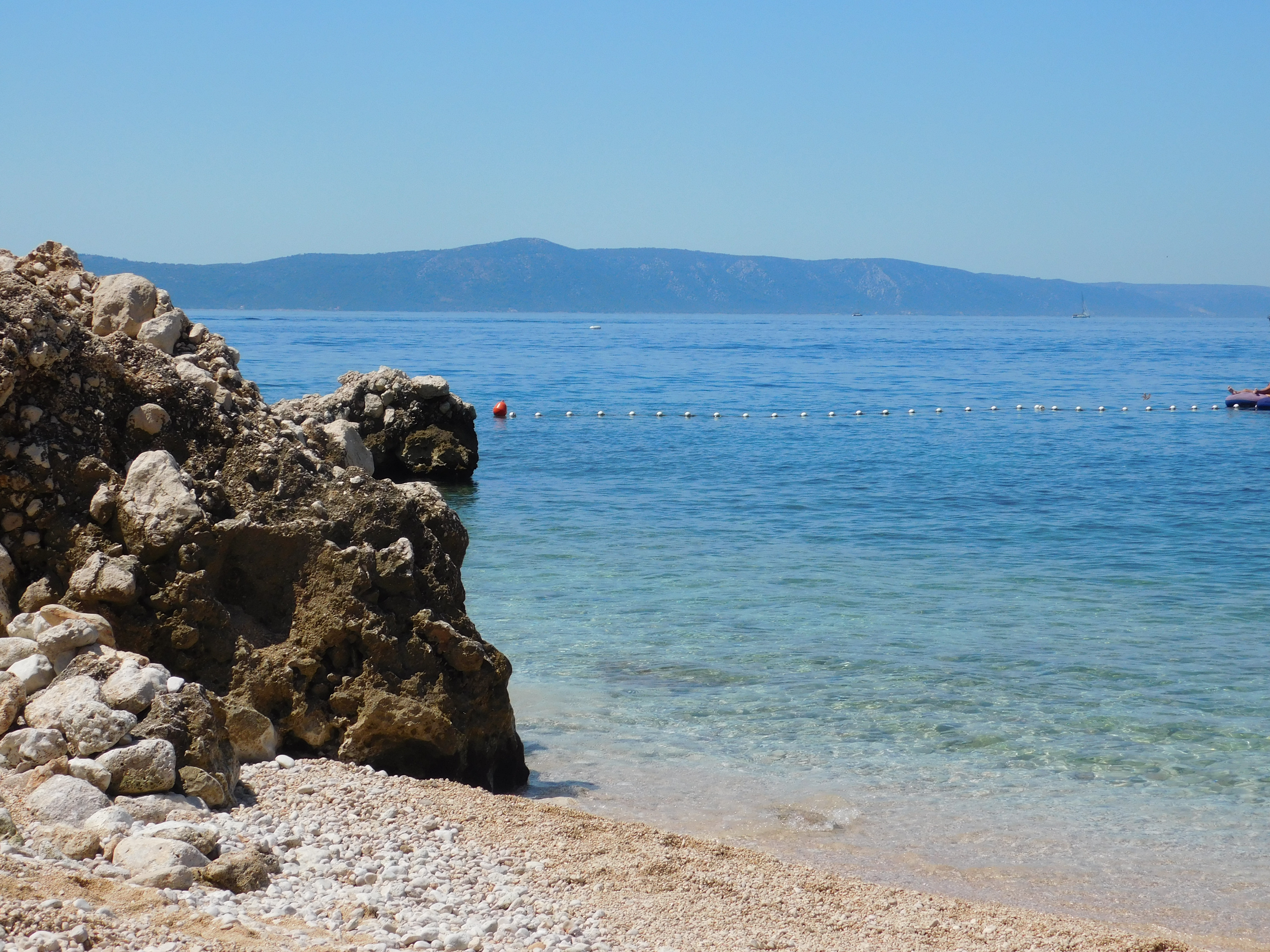
Skaliska na jižní straně pláže Vodice
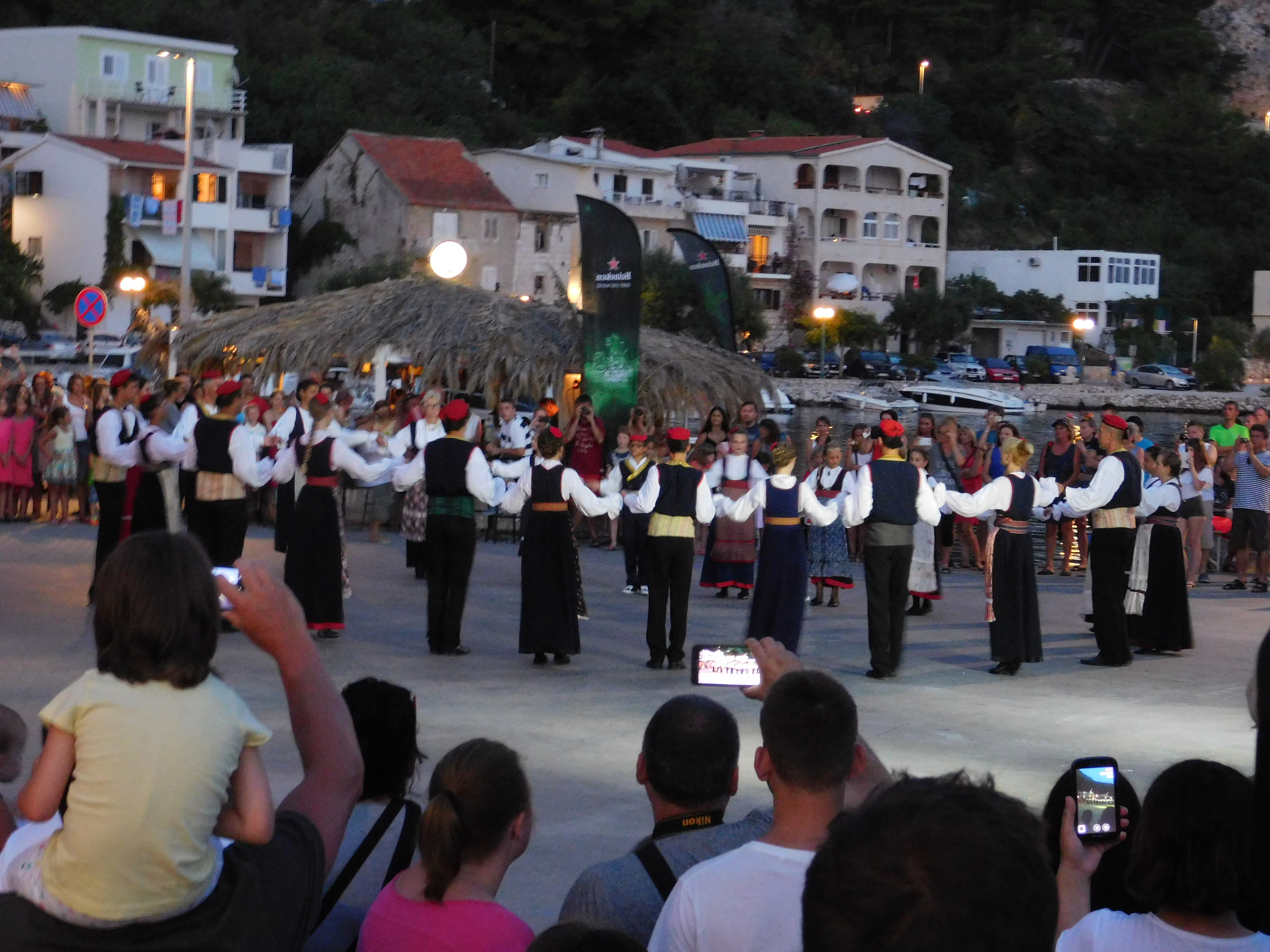
Festival Ribarska noć
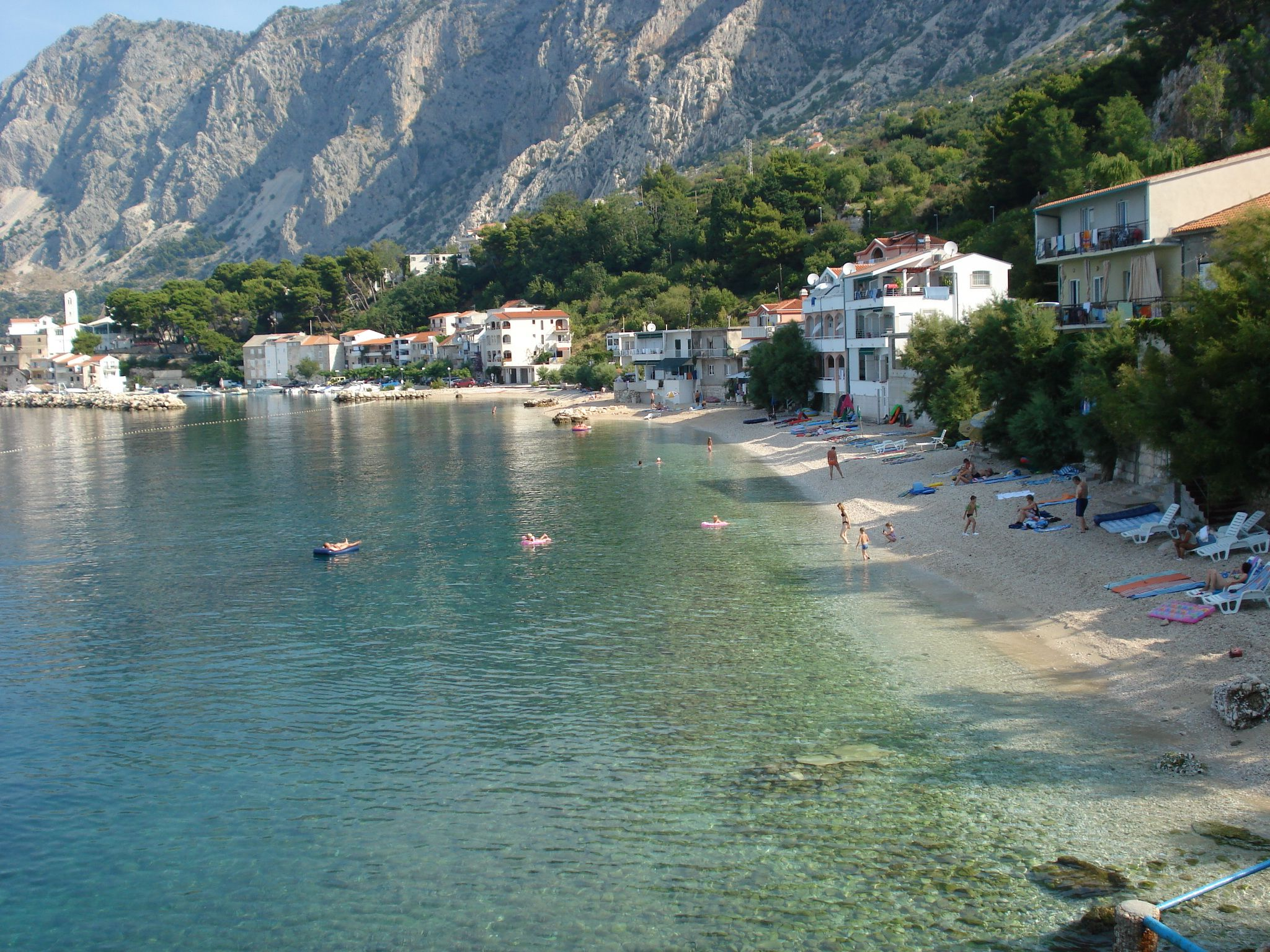
Pláž Izbitac
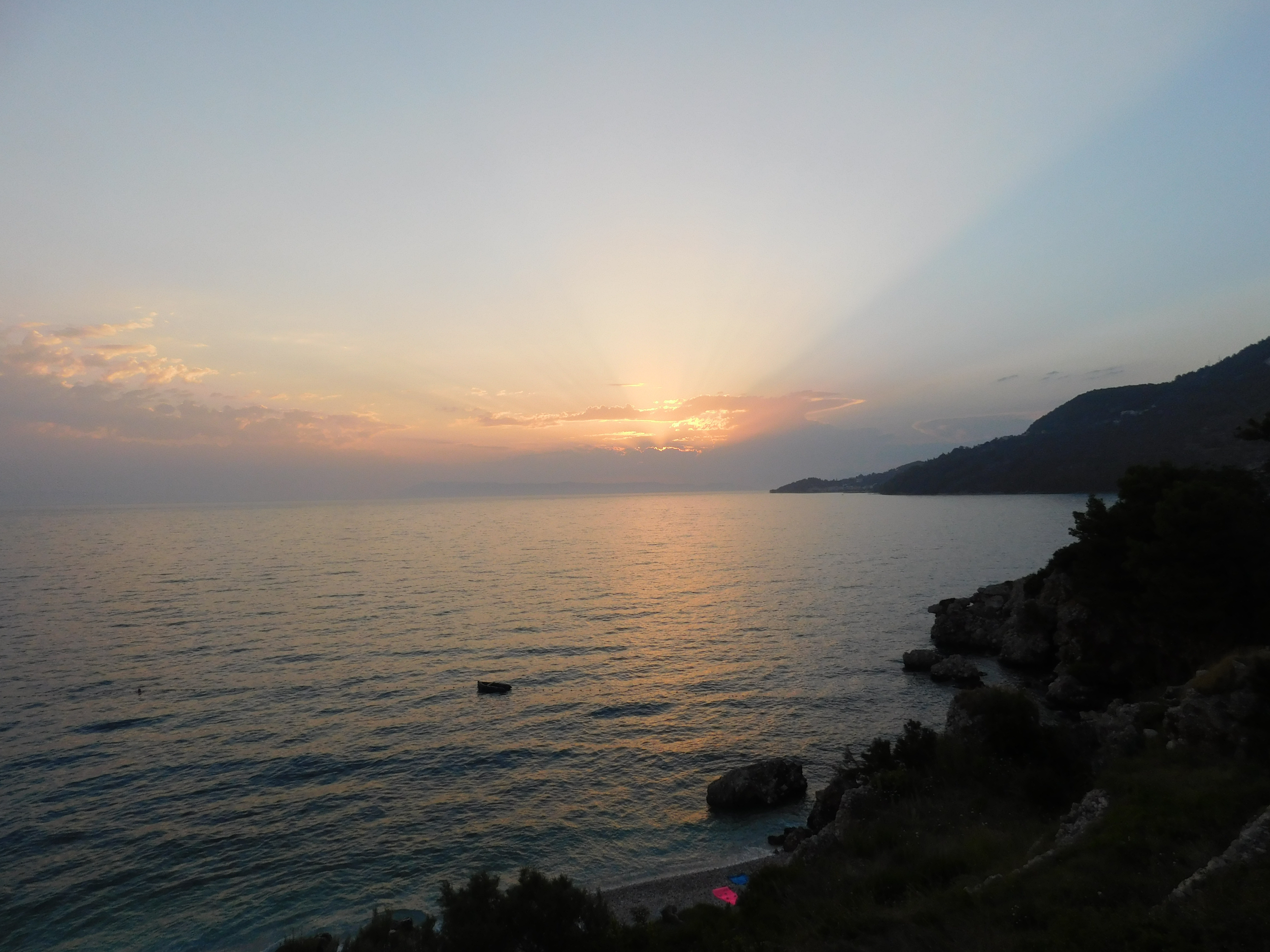
Západ Slunce v Drašnicích, lze vidět pláž Vodice
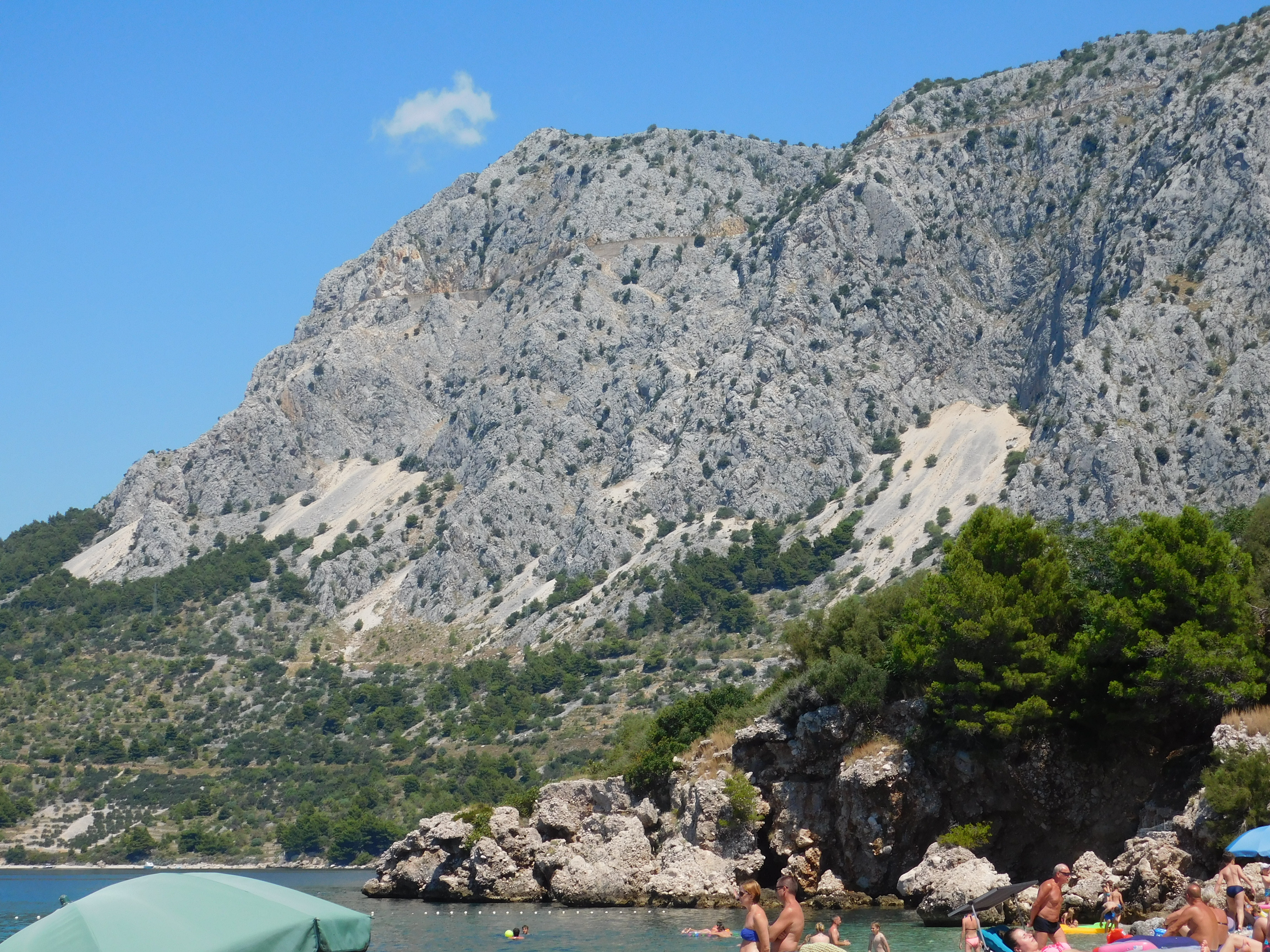
Pohled na pohoří Sutvid z pláže Vodice
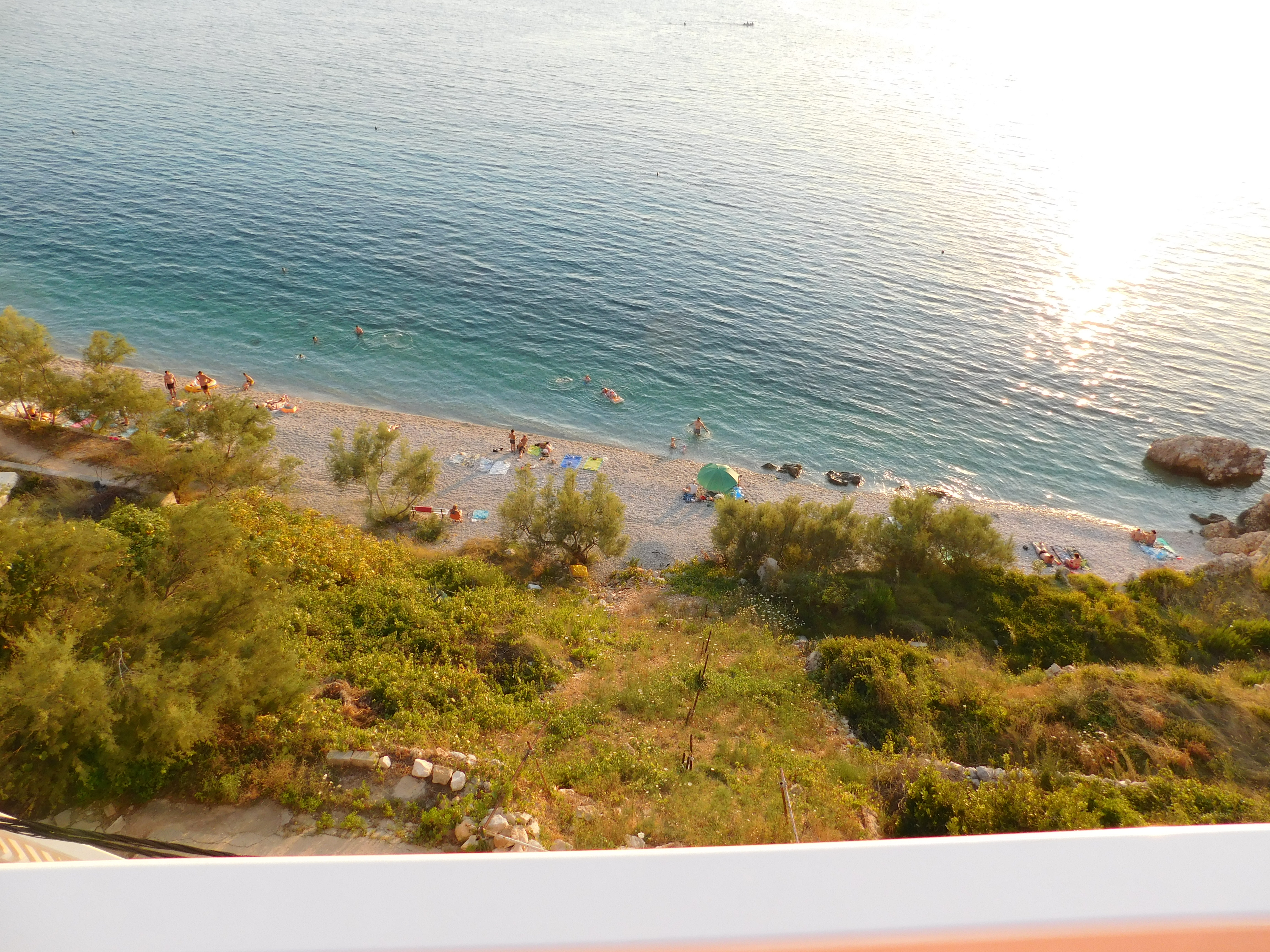
Pohled na pláž Vodice
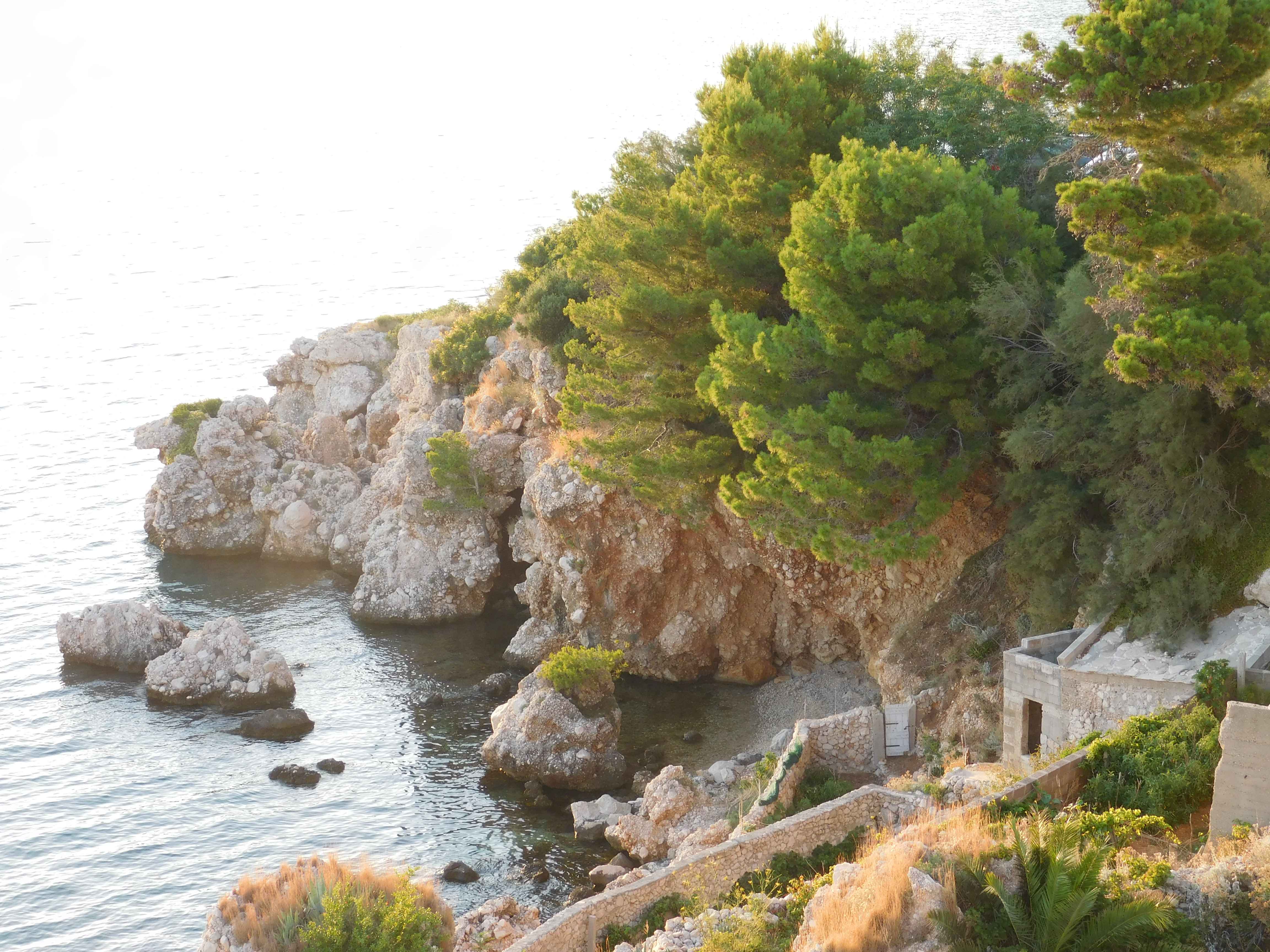
Typická skaliska na severní straně Vodice
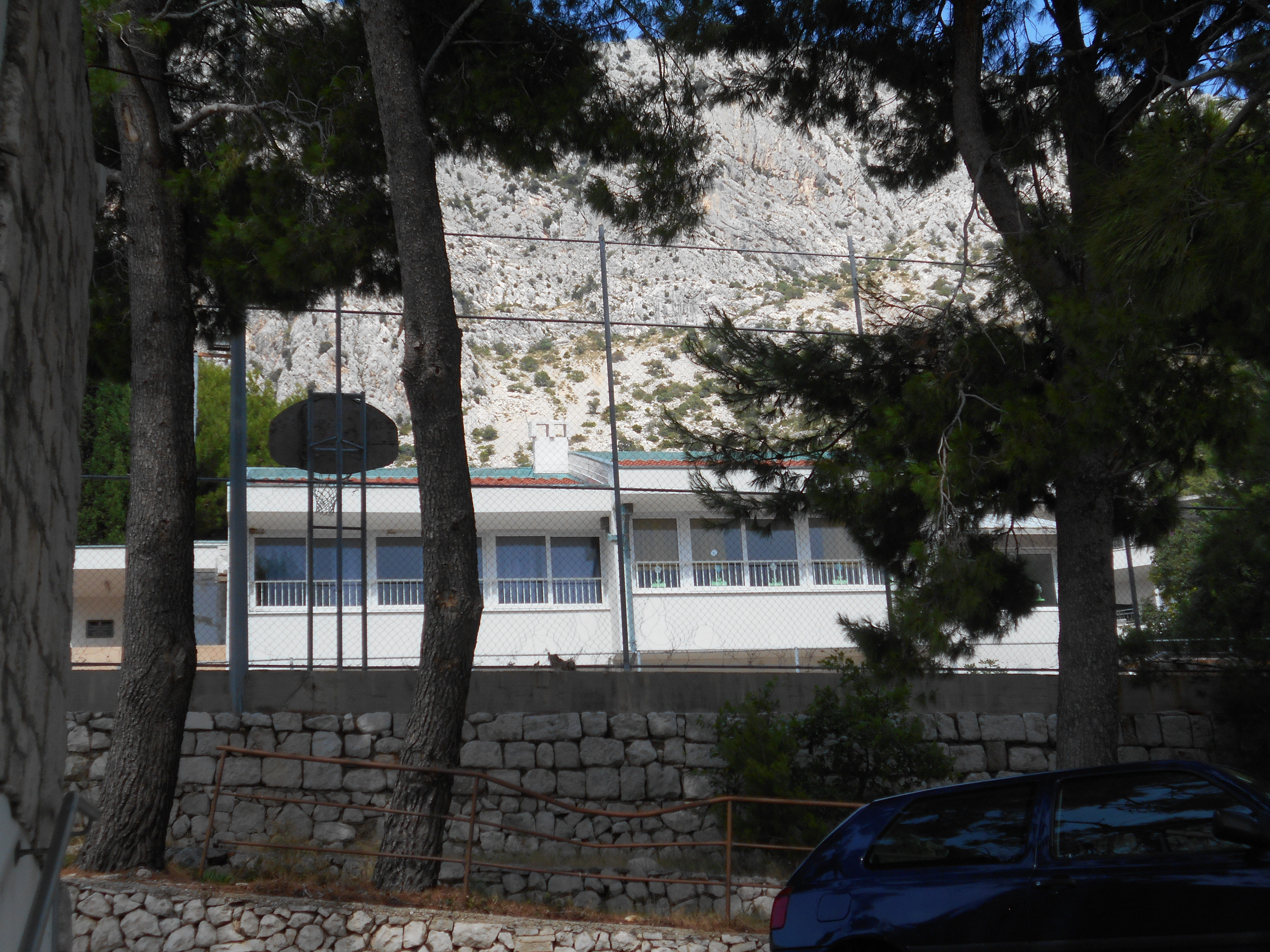
Škola
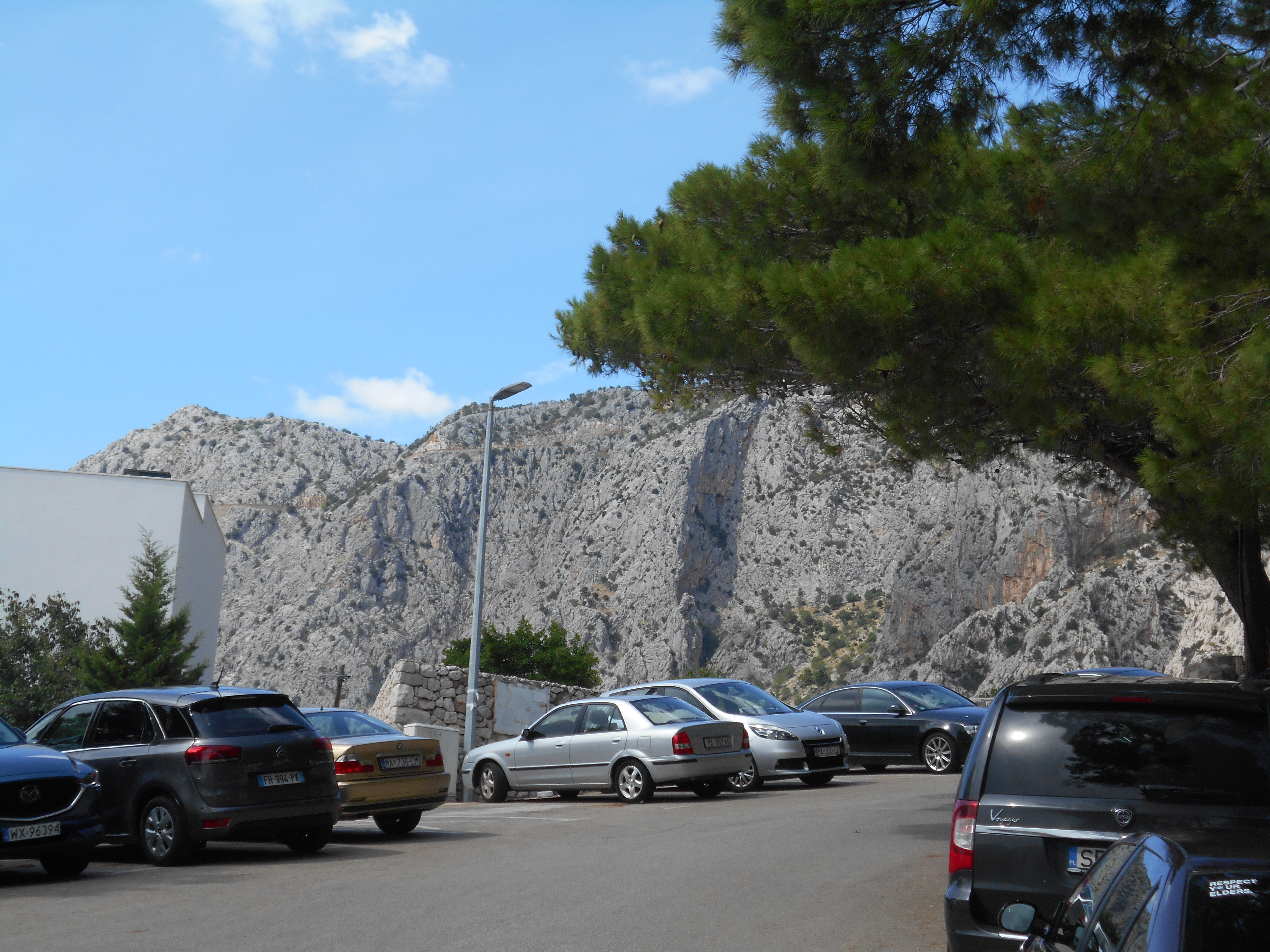
Pohled na pohoří Sutvid z Drašnic
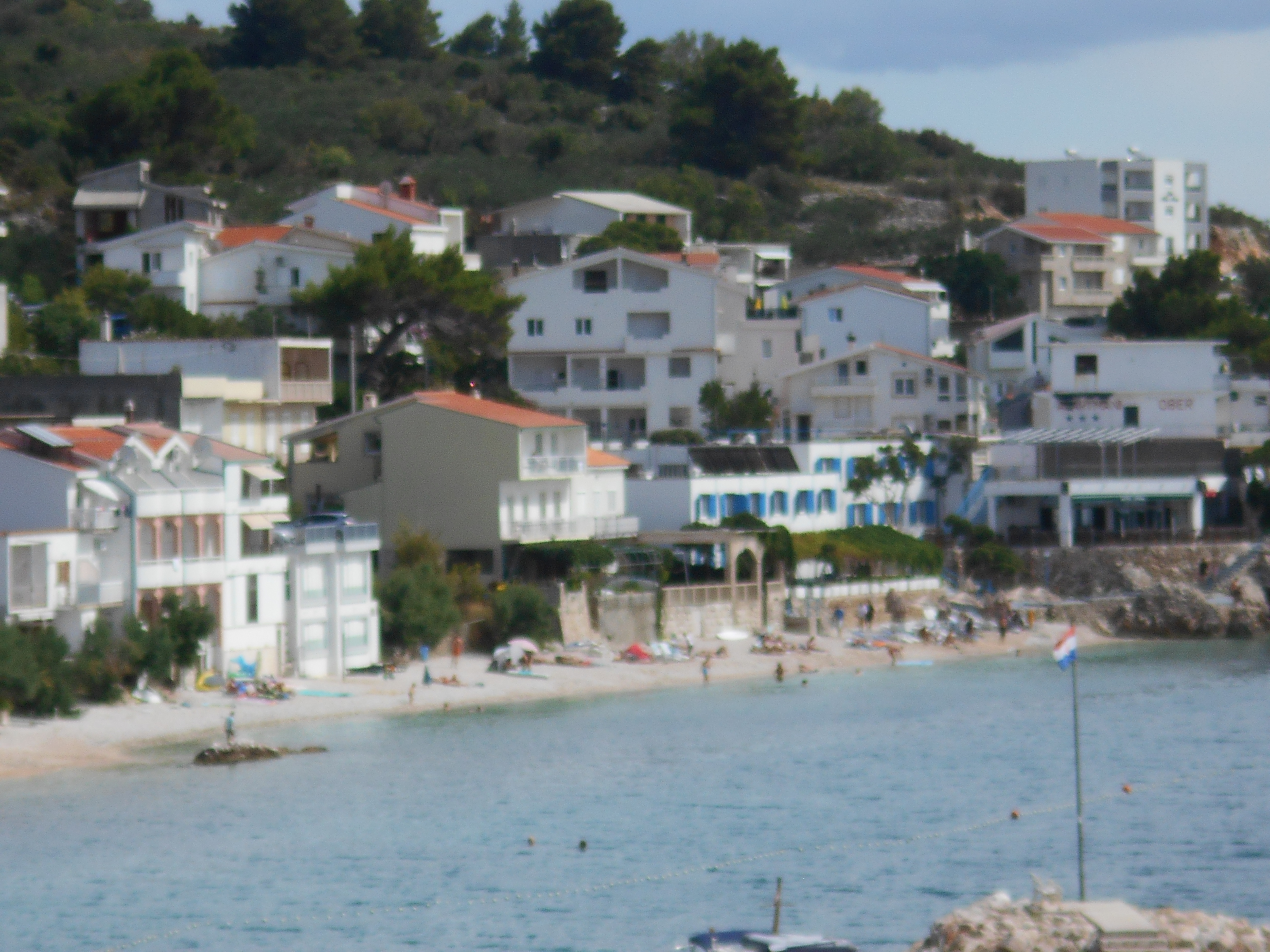
Pláž Tila Lučica
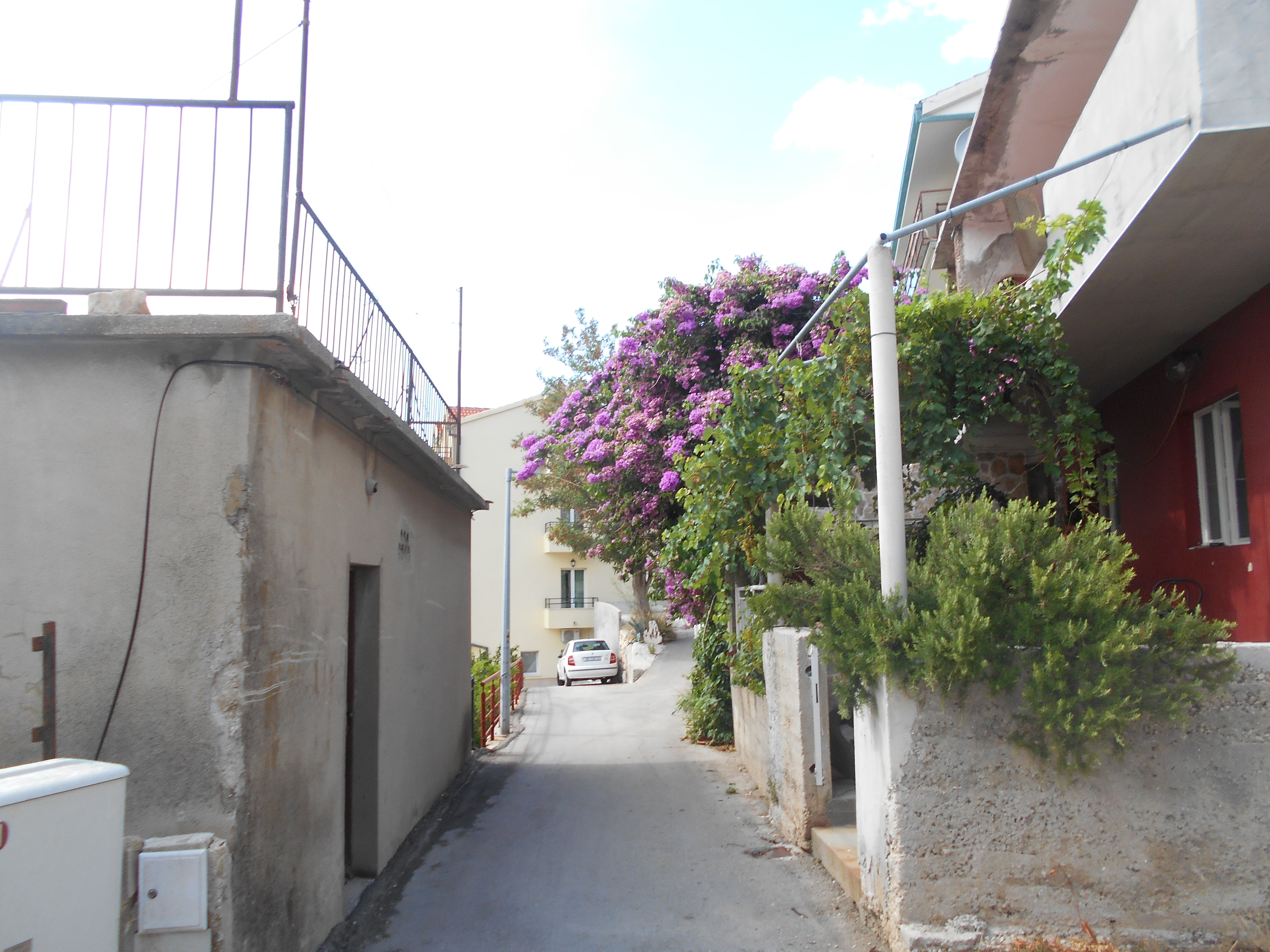
Ulice v Drašnicích
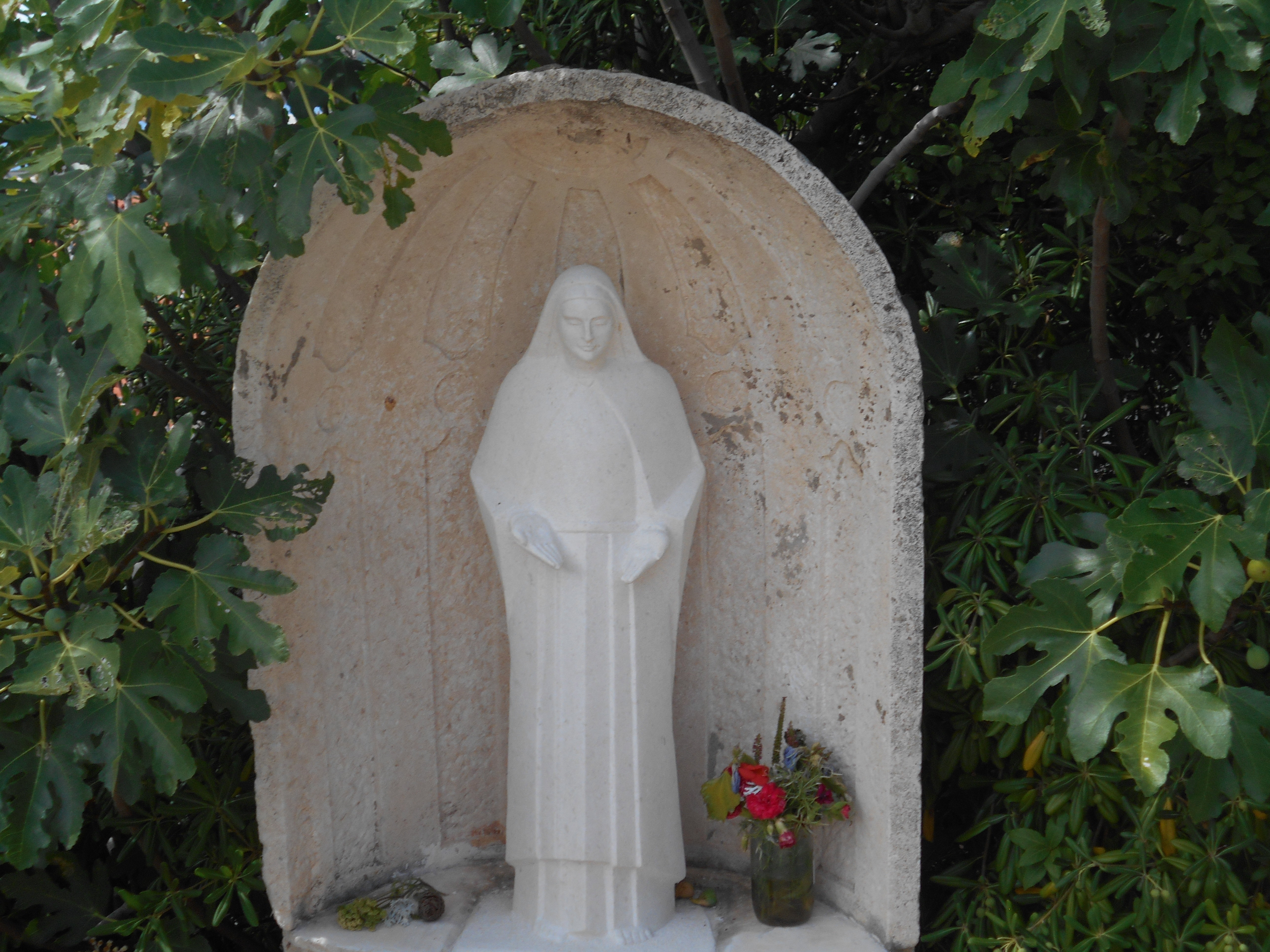
Socha Panny Marie u starého kostela sv. Jiří
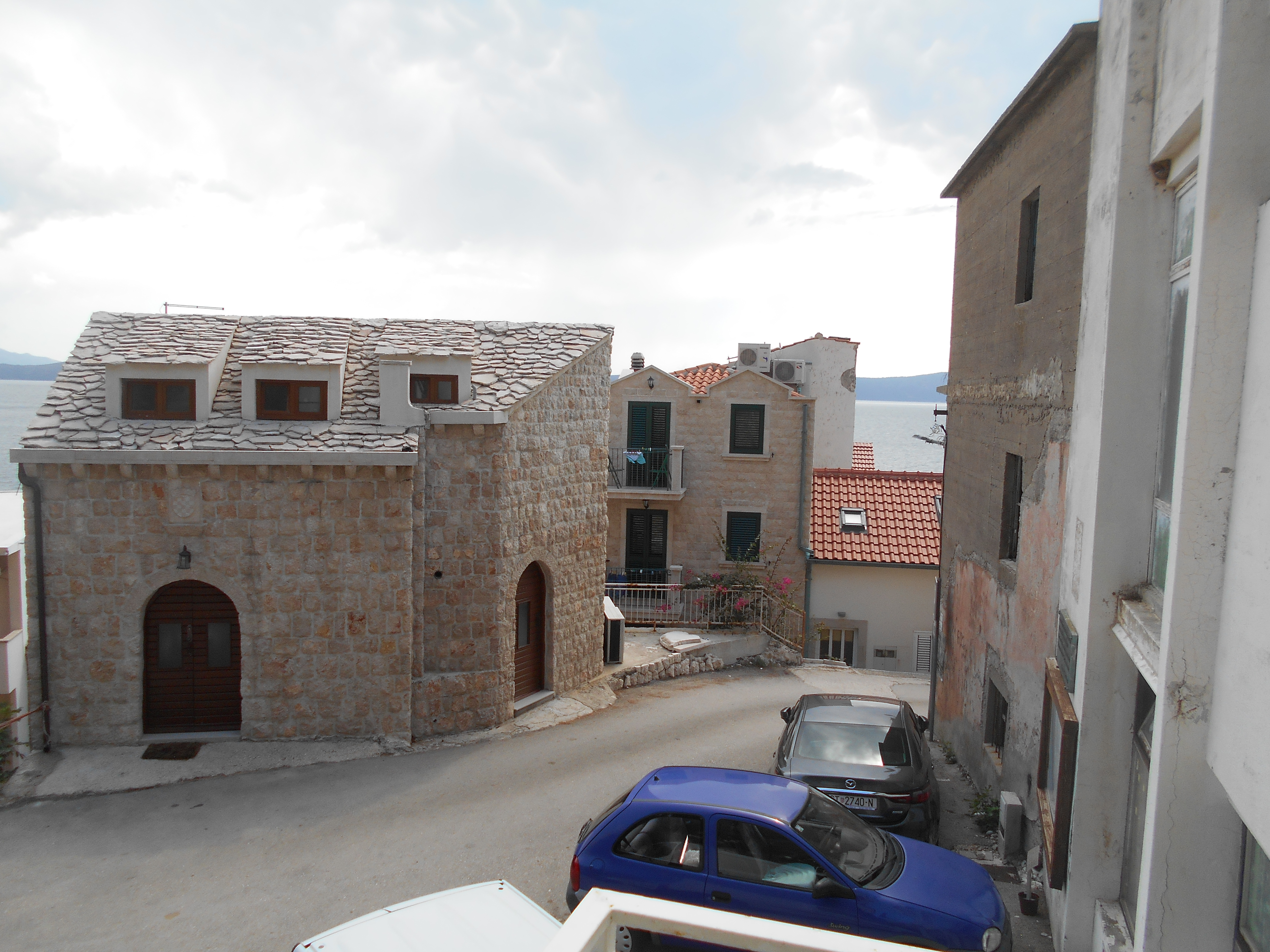
Ulice v Drašnicích
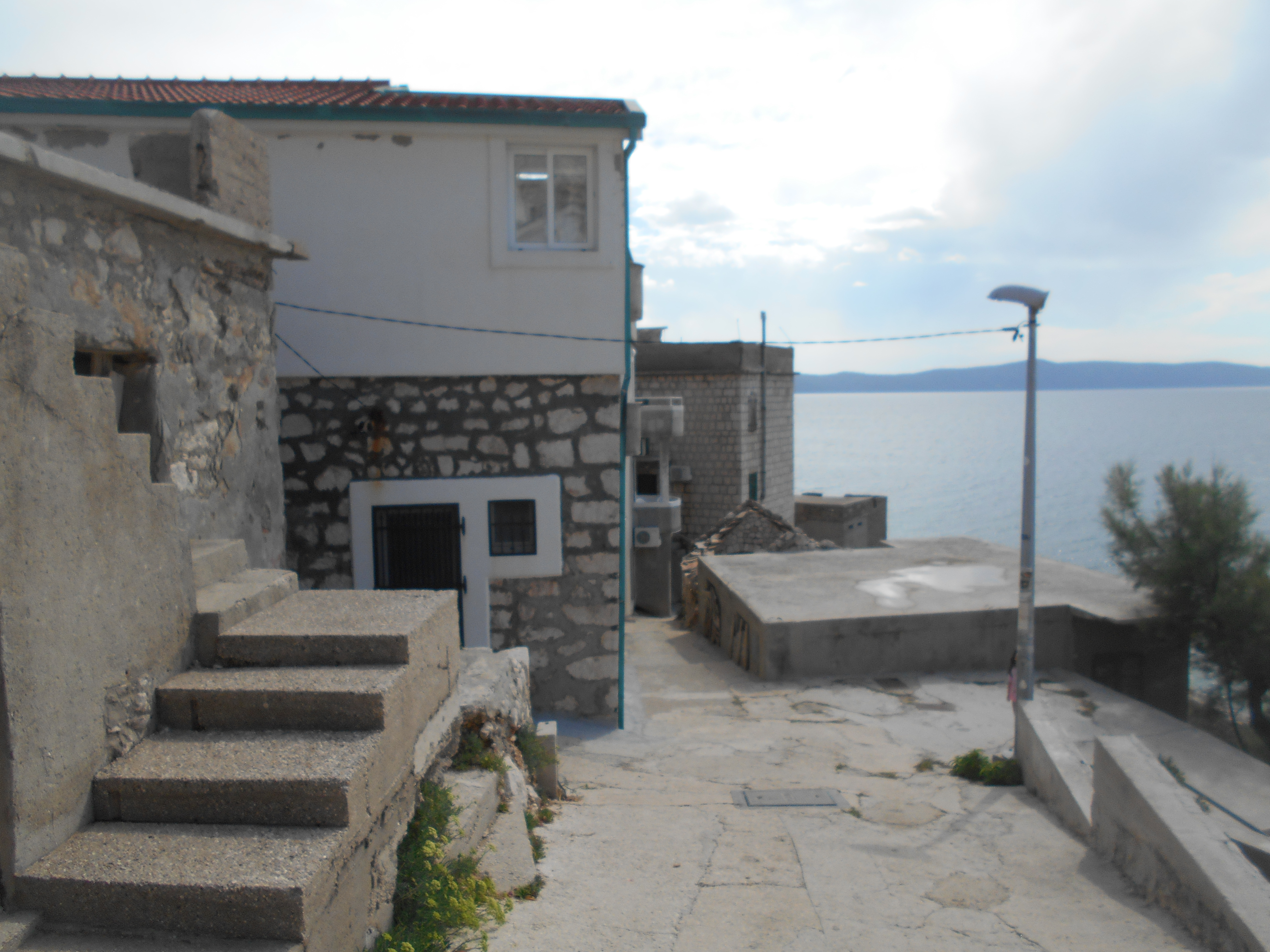
Ulice na severu Drašnic
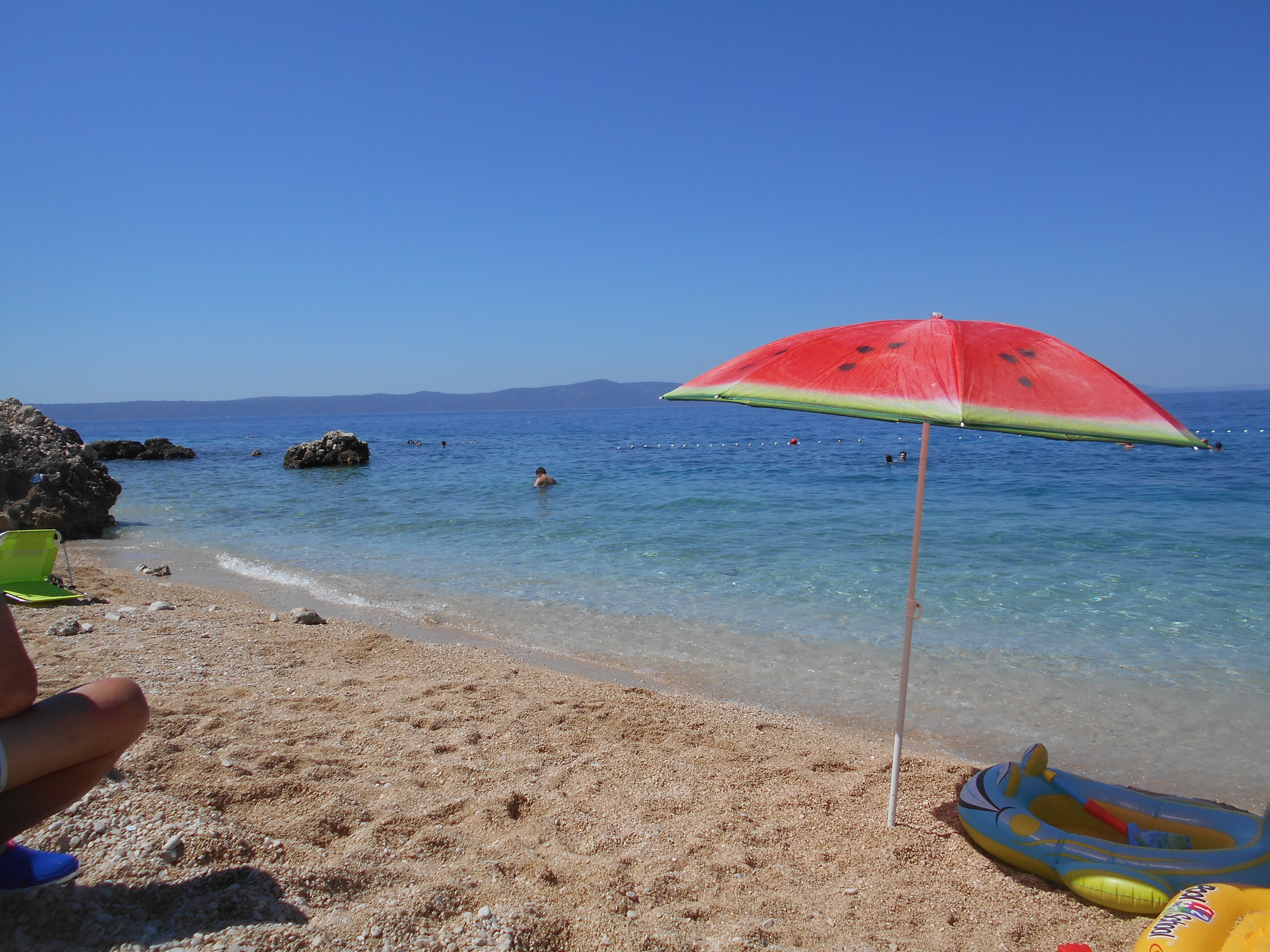
Pláž Vodice
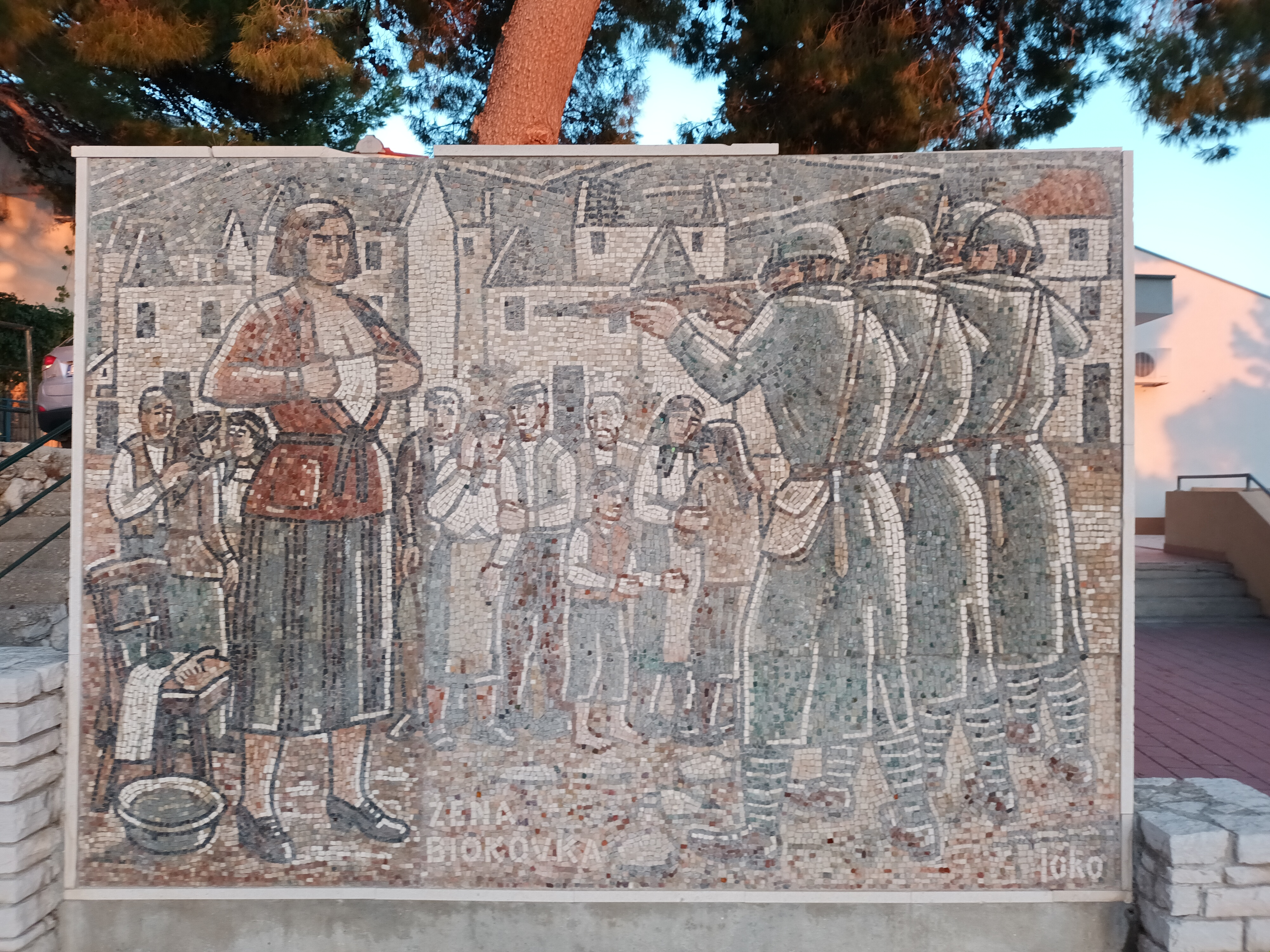
Žena Biokovka
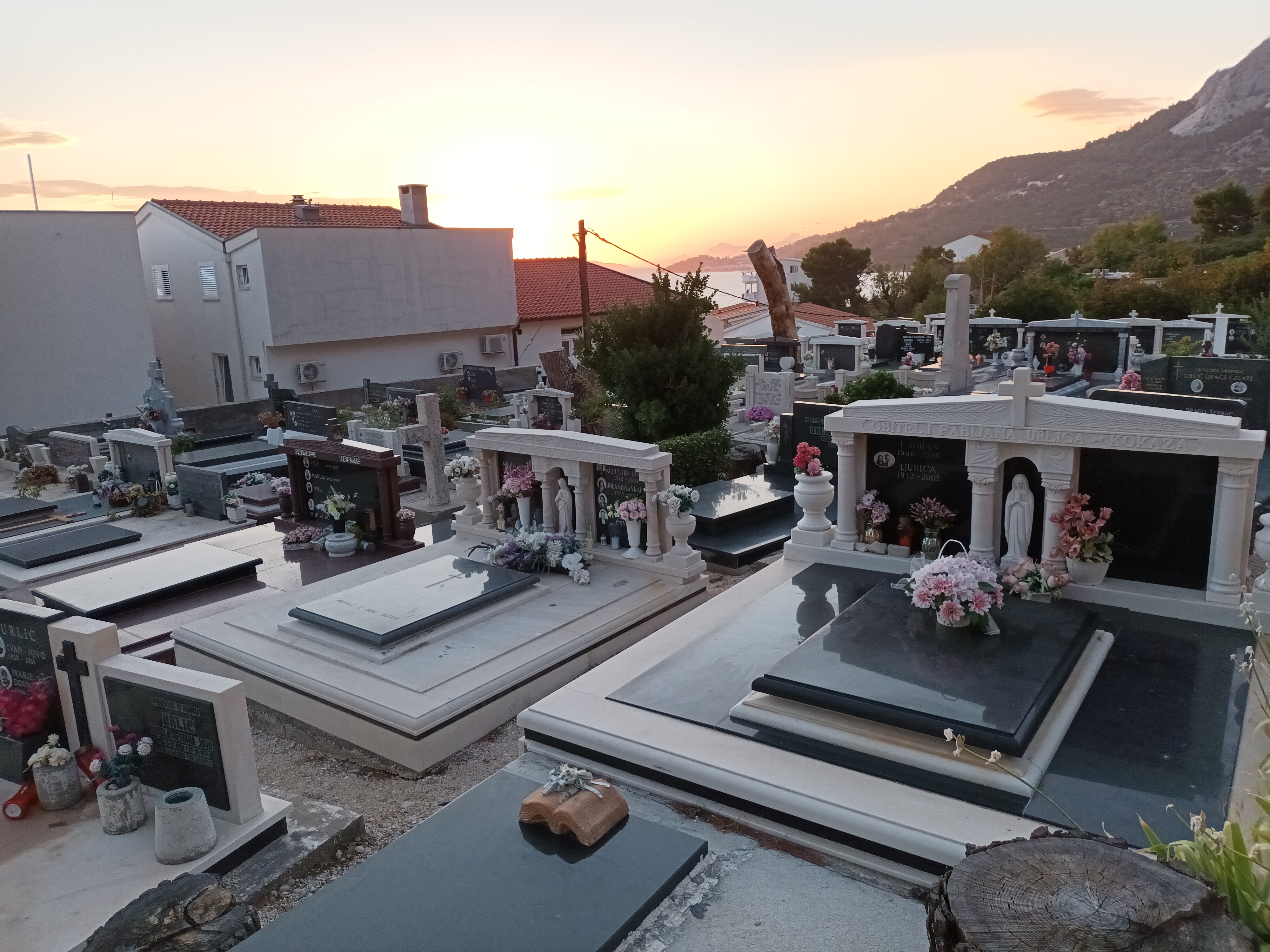
Hřbitov
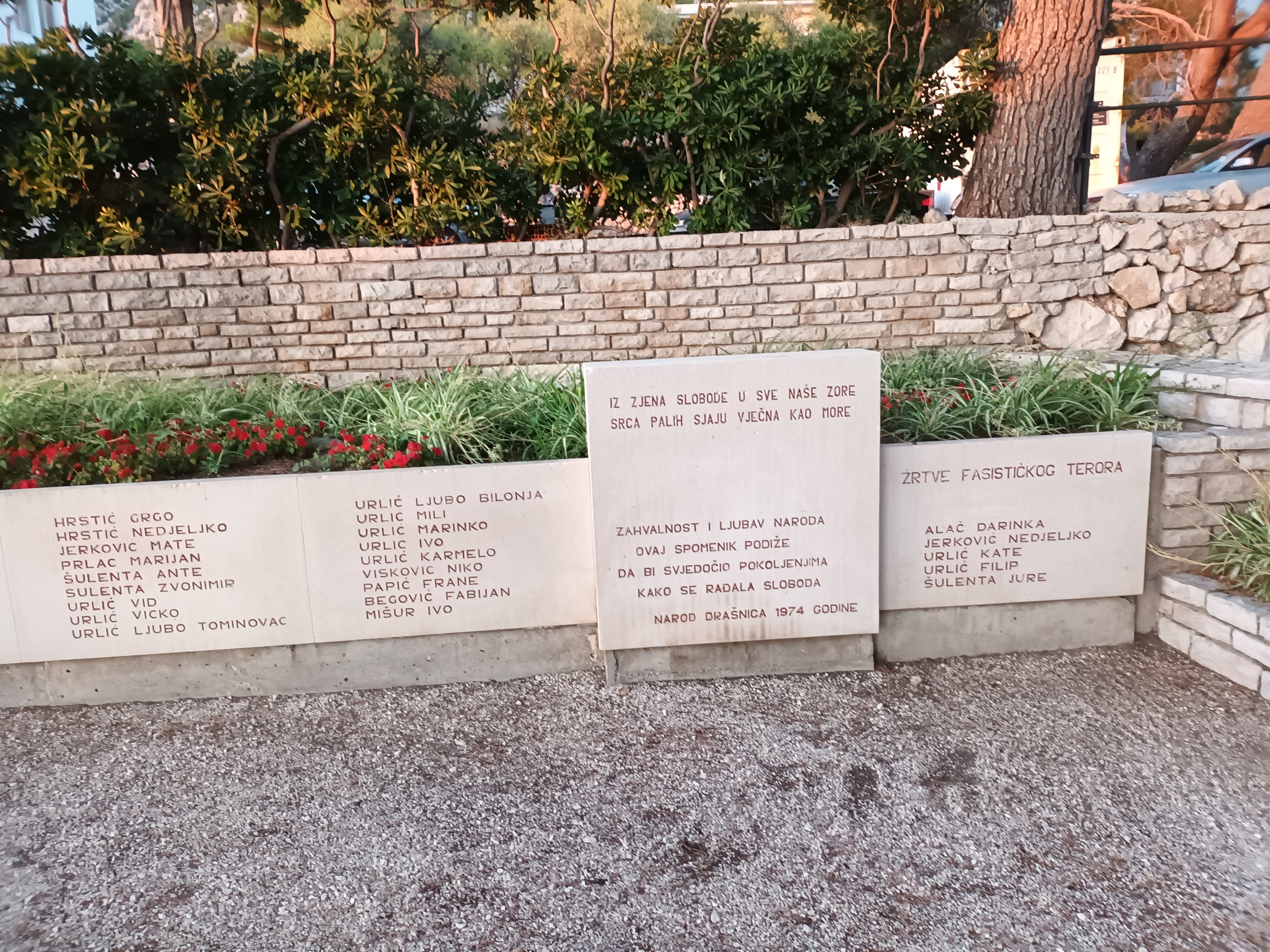
Pomník padlých za 2. světové války
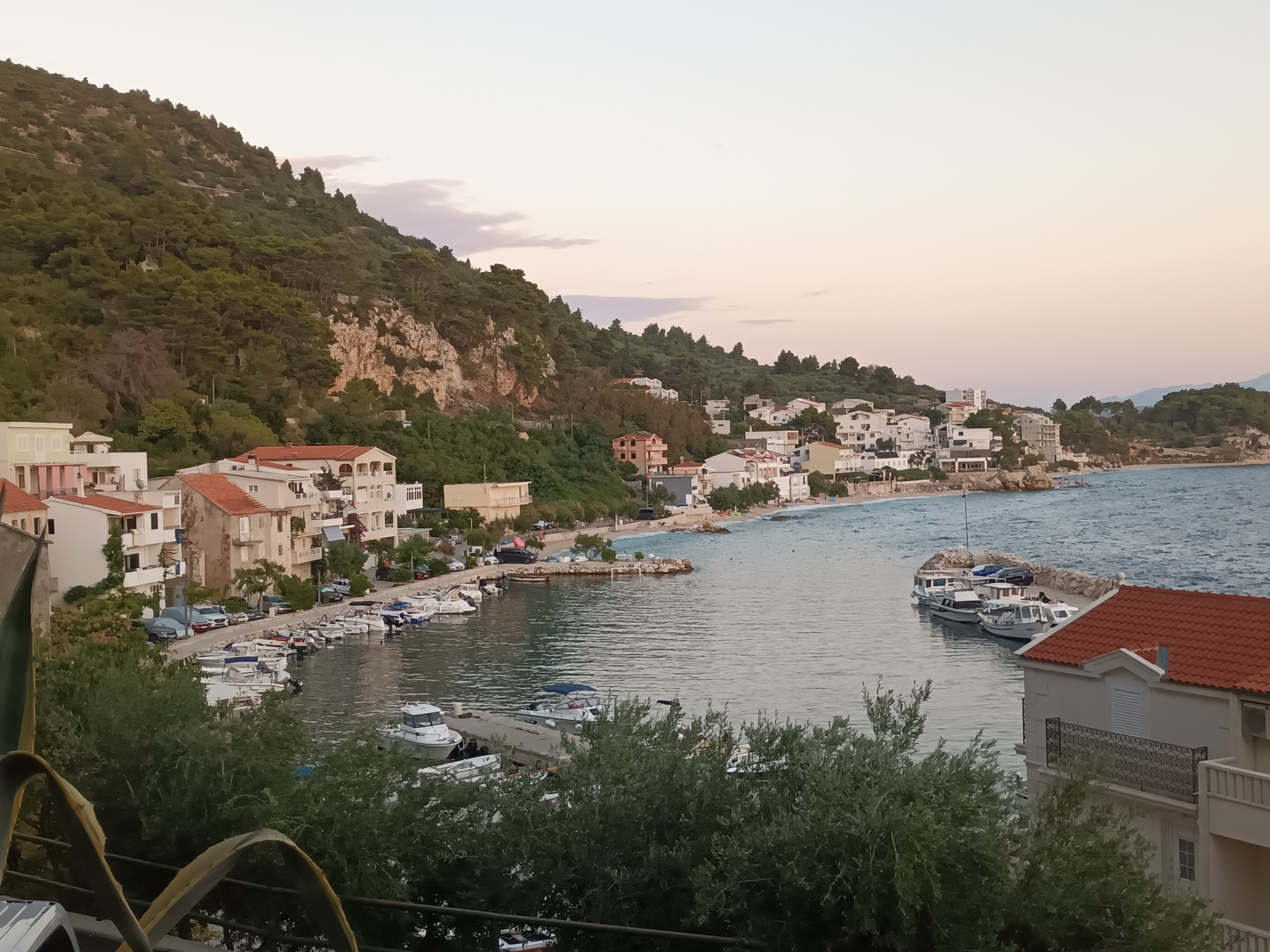
Pohled na Drašnice (2022)